# Mörkakärr (Örby socken, Västergötland)
Mörkakärr är en sjö i Marks kommun i Västergötland och ingår i Viskans huvudavrinningsområde.